# Manish Dangi
Manish Dangi (Nepali मनिष डाँगी, * 17. September 2001 in Kathmandu) ist ein nepalesischer Fußballspieler.

## Karriere

### Verein
Manish Dangi kam mit 14 Jahren nach Südkorea. Hier erlernte das Fußballspielen in der Schulmannschaft der Sinheung Middle School sowie in den Jugendmannschaften des Dongducheon FC, Dongducheon Sinheung FC und des Pocheon Citizen FC. Von Januar 2021 bis Juli 2022 spielte er für die nepalischen Erstligisten Biratnagar City FC und Machhindra FC. Im August 2022 wechselte er nach Bahrain, wo er sich den Rest des Jahres dem Zweitligisten Etehad Al-Reef Club anschloss. Im Januar 2023 kehrte er nach Nepal zurück, wo er bis Ende Juli 2023 bei dem Erstligisten Sankata Boys Sports Club in Kathmandu unter Vertrag stand. Zu Beginn der Saison 2023/24 ging er nach Thailand. Hier unterzeichnete er einen Vertrag beim Zweitligisten Rayong FC. Sein Zweitligadebüt für den Verein aus Rayong gab Dangi am 12. August 2023 (1. Spieltag) im Heimspiel gegen den Erstligaabsteiger Lampang FC. Bei dem 1:0-Erfolg stand er in der Startelf und wurde in der 74. Minute gegen Jetsada Badcharee ausgewechselt.

### Nationalmannschaft
Manish Dangi spielte 2021 dreimal für nepalesische U23-Nationalmannschaft. Sein Debüt in der nepalesischen A-Nationalmannschaft gab er am 29. Mai 2021 in einem Freundschaftsspiel gegen den Irak. Bei der 6:2-Niederlage im al-Shaab-Stadion in Bagdad stand er in der Startelf und wurde nach der Halbzeitpause gegen Sunil Bal ausgewechselt.